# 欧陆风云II
《欧陆风云II》是一款2001年12月11日由Paradox Development Studio开发、 Strategy First发行的，以1419年至1820年的世界历史为背景的大型战略游戏。它是《歐陸風雲》的续作。

## 游戏玩法
在游戏中，玩家将选择扮演一个国家，在五个世纪的游戏进程中管理其经济、军事、政治外交、科技发展、探索殖民、宗教事务以及内政稳定。游戏包含大量基于历史的预设事件与随机事件。游戏采用即时制，玩家可以暂停游戏，也可以加快或减慢游戏速度。
在主战役中，玩家将选择一个世界强国，从中世纪末期（1419年）开始，一直玩到19世纪初（1820年）。游戏包含了多个以地理大发现、美国独立战争和拿破仑战争等历史事件为背景的历史场景战役。此外，在奇幻场景战役中，玩家可以在一个未被探索、无人居住的地球上开始游戏，选择八个文明中的一个进行游玩。这个战役的玩法和策略与主战役略有区别，更偏向于一款重点在殖民方面的4X游戏。
主战役主要聚焦于当时（15世纪至19世纪）的欧洲主要强国，如奥地利、英国、法国、波兰、葡萄牙、俄罗斯、西班牙、瑞典和奥斯曼帝国。玩家也可以在主要强国之外的上百个国家中进行扮演。

## 开发
该游戏基于Europa Engine，由Paradox Interactive开发，并于2001年由Strategy First首次发布PC版，并由Virtual Program创建并由MacPlay发布的Macintosh移植版。它是《歐陸風雲》的续作。据称，Linux移植版正在开发中但尚未发布。

### 亚洲篇章
2004年，《欧陆风云II》推出了一个专门面向亚洲市场的版本更新，命名为《欧陆风云II：亚洲篇章》。《亚洲篇章》以亚洲历史为核心，增添了全新的图形和场景，同时添加了一系列日本、韩国和中国的省份，并更新了相关地图、事件与其他游戏细节。

## 评价
| 媒体                    | 得分   |
| ----------------------- | ------ |
| PC Zone                 | 72/100 |
| Computer Games Magazine | [ 5 ]  |

《欧陆风云II》获得Computer Gaming World评选的2002年“年度策略游戏”提名。据评论聚合商Metacritic称，《欧陆风云II》获得了“普遍好评”的评论。 